# Teleogryllus flavovittatus
Teleogryllus flavovittatus är en insektsart som först beskrevs av Lucien Chopard 1928.  Teleogryllus flavovittatus ingår i släktet Teleogryllus och familjen syrsor. Inga underarter finns listade i Catalogue of Life.